# Glochidion
Glochidion es un género de plantas con flores perteneciente a la familia Phyllanthaceae. Consiste en unas 300 especies que se distribuyen desde Madagascar a las islas del Pacífico.

## Especies seleccionadas
| - Glochidion bourdillonii - Glochidion carrickii - Glochidion comitum - Glochidion eriocarpum - Glochidion ferdinandi - Glochidion grantii - Glochidion insulare - Glochidion johnstonei - Glochidion lanceolarium - Glochidion longfieldiae - Glochidion manono - Glochidion marchionicum - Glochidion moorei - Glochidion myrtifolium - Glochidion nadeaudii | - Glochidion papenooense - Glochidion pauciflorum - Glochidion pitcairnense - Glochidion puberum - Glochidion raivavense - Glochidion ramiflorum - Glochidion rapaense - Glochidion sisparense - Glochidion stylosum - Glochidion symingtonii - Glochidion taitense - Glochidion temehaniense - Glochidion tomentosum - Glochidion tooviianum etc. |

## Sinónimos
- Agyneia L.
- Bradleia Cav., orth. var.
- Bradleja Banks ex Gaertn.
- Coccoglochidion K.Schum.
- Diasperus Kuntze
- Episteira Raf.
- Glochidionopsis Blume
- Glochisandra Wight
- Gynoon Juss.
- Lobocarpus Wight & Arn.
- Pseudoglochidion Gamble
- Tetraglochidion K.Schum.
- Zarcoa Llanos -->